# Заставное (Львовский район)
Заставное (укр. Заставне) — село в Глинянской городской общине Львовского района Львовской области Украины.
Население по переписи 2020 года составляло 707 человек. Занимает площадь 2,198 км². Почтовый индекс — 80724. Телефонный код — 3265.

## История
В 1946 г. Указом ПВС УССР село Ляшки Королевские переименовано в Заставное.